# منتخب قبرص لكرة السلة
منتخب قبرص لكرة السلة هو ممثل قبرص الرسمي في المنافسات الدولية في كرة السلة. ينتمي إلى منطقة الاتحاد الأوروبي لكرة السلة. انضم إلى الاتحاد الدولي لكرة السلة في عام 1972.